# Leucoloma subchrysobasilare
Leucoloma subchrysobasilare là một loài rêu trong họ Dicranaceae. Loài này được Müll. Hal. ex Renauld mô tả khoa học đầu tiên năm 1898.